# Ngũgĩ wa Thiong'o
Ngũgĩ wa Thiong'o, född 5 januari 1938 i Kamiriithu nära Limuru i provinsen Central, Kenya, död 28 maj 2025 i Buford, Georgia, var en kenyansk författare. Han skrev under namnet James Ngũgĩ till mars 1970 (namnet James gavs han i den koloniala missionsskolan), då han återtog sitt kikuyunamn Ngũgĩ wa Thiong'o.

## Biografi
Ngũgĩ wa Thiong'o föddes 1937 i Kamiriithu i centrala Kenya, i en tid präglad av brittisk kolonialism. Hans uppväxt under den kenyanska självständighetskampen från brittiskt styre satte tydliga spår i hans författarskap. Hans far hade fyra hustrur och Ngũgĩ hade 27 syskon. Under sin studietid vid Makerere University i Kampala i Uganda skrev han sina första verk. När han senare studerade i Leeds blev han förtrogen med Marx och Fanons verk och blev övertygad marxist. 1972 erbjöds han att leda den litteraturvetenskapliga institutionen vid universitetet i Nairobi.
Från 1982 bodde han i Storbritannien och USA, ursprungligen i exil från Moiregimens förtryck. Ngũgĩ förstod och talade hjälpligt svenska efter att ha varit bosatt i Stockholm och deltagit i en filmkurs på Dramatiska Institutet 1985–1986. Detta var en del i en, senare övergiven, plan att försöka starta en afrikansk filmindustri. En av hans söner föddes 1985 i Sverige och växte upp med sin svenska mamma. Ngũgĩbesökte därför Sverige många gånger under årens lopp.[källa behövs]
Ngũgĩ hade nio barn, fyra av dem har själva blivit publicerade författare. Han fick hjärtproblem och gjorde en bypass-operation 2019. Dessförinnan hade han drabbats av prostatacancer.

## Författarkarriär
Under studietiden på Makerere University i Uganda, skrev han sina två första romaner och sin första pjäs, The Black Hermit. Weep Not, Child var den första romanen av en östafrikansk författare och väckte internationellt uppseende. I Leeds skrev han sin tredje roman Om icke vetekornet (A Grain of Wheat), som utgavs 1967 och fick lysande recensioner. 1977 kom hans kanske mest kända roman, En blomma av blod.
Ngũgĩ skrev från 1978 endast skönlitteratur på sitt modersmål, kikuyu. Han kritiserade de rika markägarna och politikerna, som förtryckte de fattiga för att få egna fördelar. Han ville nu nå bönderna och arbetarna och övergick därför till att skriva på kikuyu. Efter uruppförandet av pjäsen Ngaahika Ndeenda på kulturcentret i Kamiriithu fängslades Ngũgĩ utan rättegång. Han skildrade sitt år i fängelse i Detained: a Writer's Prison Diary (1981).
1986 publicerades romanen Matigari ma njiruungi i Kenya, men upplagan drogs in av regeringen året därpå. 2006 utkom hans första bok på nästan två decennier, Wizard of the Crow, översatt till engelska från kikuyu av Ngũgĩ själv.
Ngũgĩ är en av Afrikas främsta författare och han var under åren i exil även professor i komparativ litteratur på Yale University, New York University och på UCI, University of California, Irvine. Han arbetade också aktivt i den Londonbaserade "Committee for the Release of Political Prisoners in Kenya". Ngũgĩ blev hedersdoktor vid tolv olika lärosäten på flera kontinenter. Han blev även chef för International Center for Writing and Translating i Kalifornien. Frågan om språk som kultur- och identitetsbärare var Ngũgĩs drivkraft och hans kamp för alla språks lika värde och författares ansvar att skriva på sitt eget språk var av stor vikt för nya unga författare, både i afrikanska länder och på andra kontinenter. 
Han nämndes under flera decennier som en möjlig kandidat till Nobelpriset i litteratur.